# Джердж Станіслав Олегович
Станісла́в Оле́гович Дже́рдж — солдат Збройних сил України, 79-та окрема аеромобільна бригада.

## Нагороди
31 жовтня 2014 року за особисту мужність і героїзм, виявлені у захисті державного суверенітету та територіальної цілісності України, вірність військовій присязі під час російсько-української війни, відзначений — нагороджений орденом «За мужність» III ступеня.